# 16419 Kovalev
A 16419 Kovalev (ideiglenes jelöléssel 1987 SS28) a Naprendszer kisbolygóövében található aszteroida. Ljudmila Vasziljevna Zsuravljova fedezte fel 1987. szeptember 24-én.